# Клод, Собака Клода
Собака Клода (англ. Claud's Dog) — условный цикл рассказов известного английского писателя Роальда Даля, впервые опубликованных в разные годы, объединённых общим героем Клодом; рассказы опубликованы в прижизненных сборниках Someone Like You (1953), The Best of Roald Dahl (1978), Ah, Sweet Mystery of Life: The Country Stories of Roald Dahl (1989), под общим подзаголовком англ. Claud's Dog. Рассказы также опубликованы вне цикла в сборниках Selected Stories (1968), Twenty-Nine Kisses from Roald Dahl (1969), A Roald Dahl Selection: Nine Short Stories (1980).
Рассказ «Крысолов» экранизирован в одноимённом короткометражном фильме Уэса Андерсона 2023 года.

## Сюжет цикла
Вокруг Клода, работающего на бензоколонке, происходят удивительные события. Четыре рассказа (изданных в 1953) связаны одной нитью, затем Даль написал ещё два рассказа, в которых участвуют Клод и его соседи — фермер Рамминс с сыном и другие.
Список рассказов
| № | Название (Варианты перевода) | Оригинал названия                          | Первая публи-кация | Сб. SLY 1953 | Сб. SelSt 1968 | Сб. 29K 1969 | Сб. The Best 1978 | Сб. 9 Sh.St. 1980 | Сб. SMoL 1989 |
| - | --- | ------------------------------------------ | ------------------ | ------------ | -------------- | ------------ | ----------------- | ----------------- | ------------- |
| 1 | Крысолов | The Ratcatcher                             | 1953               | +            |                |              | +                 | +                 | +             |
| 2 | Рамминс (Рамминз; Стог сена) | Rummins                                    | 1953               | +            | +              | +            | +                 |                   | +             |
| 3 | Мистер Ходди | Mr. Hoddy                                  | 1953               | +            | +              | +            | +                 |                   | +             |
| 4 | Мистер Физи (Джеки, Клод и мистер Фиси; Господин Физи)                                                                                       | Mr. Feasey (Dog Race)                      | 1953               | +            | +              | +            | +                 |                   | +             |
| 5 | Тайна мироздания (Сладостная тайна жизни) | Ah, Sweet Mystery of Life                  | 1974               |              |                |              |                   |                   | +             |
| 6 | Четвёртый комод Чиппендейла (Радость священнослужителя; Прогулки пастора; Как вам будет угодно, пастор!; Радости пастора; Увлечение пастора) | Parson’s Pleasure                          | 1958               |              | +              | +            | +                 |                   | +             |
| 7 | Чемпион мира (Чемпион; Чемпион браконьеров)                                                                                                  | The Champion of the World (Sitting Pretty) | 1959               |              | +              |              | +                 | +                 |               |

## Крысолов
На заправочную станцию является крысолов, он терпит частичную неудачу в уничтожении крыс .
Произведение входит в сборники: «Кто-то вроде вас» (1953), «Ах, эта сладкая загадка жизни!» (1977), «The Best of Roald Dahl» (1978), «A Roald Dahl Selection: Nine Short Stories» (1980).

## Рамминс
Клоду сильно не нравится Рамминс, карлик с широким ртом, сломанными зубами, бегающими глазками. Однажды они с Рамминсом и его сыном Бертом пошли стрелять крыс, забравшихся в сено.
Произведение входит в сборники: «Кто-то вроде вас» (1953), «Selected Stories» (1968), «Twenty-Nine Kisses from Roald Dahl» (1969), «Ах, эта сладкая загадка жизни!» (1977), «The Best of Roald Dahl» (1978).

## Мистер Ходди
Произведение входит в сборники: «Кто-то вроде вас» (1953), «Selected Stories» (1968), «Twenty-Nine Kisses from Roald Dahl» (1969), «Ах, эта сладкая загадка жизни!» (1977), «The Best of Roald Dahl» (1978).

## Мистер Физи
Когда есть две абсолютно одинаковые собаки, можно выставить их на собачьи бега и попробовать обмануть букмекеров. Но оказывается, букмекеры тоже не отличаются особой честностью.
Произведение входит в сборники: «Кто-то вроде вас» (1953), «Selected Stories» (1968), «Twenty-Nine Kisses from Roald Dahl» (1969), «Ах, эта сладкая загадка жизни!» (1977), «The Best of Roald Dahl» (1978).

## Тайна мироздания
Клод отводит корову на ферму Рамминса, чтобы там её обслужил его знаменитый черно-белый фризский бык.
Произведение входит в сборник «Ах, эта сладкая загадка жизни!» (1977).

## Четвёртый комод Чиппендейла
Мистер Боггис по профессии торговец старинной мебелью, однажды он видит на ферме Рамминса комод Чиппендейла стоимостью в десять тысяч фунтов.
Судя по оглавлению сборников, этот рассказ не входит в цикл Claude's Dog, но Клод и его коллеги являются одними из действующих лиц рассказа.
Произведение входит в сборники: «Хозяйка пансиона» (1959), «Selected Stories» (1968), «Twenty-Nine Kisses from Roald Dahl» (1969), «Ах, эта сладкая загадка жизни!» (1977), «The Best of Roald Dahl» (1978), «Абсолютно неожиданные истории» (1979), «The Best of Roald Dahl» (1984).
Переводы на русский язык: М. Беленький (Четвёртый комод Чиппендейла), Н. Мрост (Увлечение пастора), И. Захаров (Радость священнослужителя), И. Стам, Т. Амелина (Как вам будет угодно, пастор!), И. Кастальская (Радость священнослужителя), И. Богданов (Четвёртый комод Чиппендейла).
Минимум дважды экранизирован, в первом эпизоде британского телесериале 1965 г. Thirty-Minute Theatre (считается утерянным), в эпизоде сериала Tales of the Unexpected (TV series) за 1980 г., в 2012 году в короткометражном фильме "Чиппендейл" с Виктором Сухоруковым в главной роли.

## Чемпион мира
Пивовар мистер Виктор Хейзел владеет землями и фазанами, Клод с другом вторгаются в его владения и крадут фазанов.
Произведение входит в сборники: «Хозяйка пансиона» (1959), «Selected Stories» (1968), «Twenty-Nine Kisses from Roald Dahl» (1969), «Ах, эта сладкая загадка жизни!» (1977), «The Best of Roald Dahl» (1978), «A Roald Dahl Selection: Nine Short Stories» (1980).